# Parafia Trójcy Świętej w Niwicy
Parafia Trójcy Świętej w Niwicy – parafia rzymskokatolicka, terytorialnie i administracyjnie należąca do diecezji zielonogórsko-gorzowskiej, do dekanatu Łęknica. W parafii posługują księża diecezjalni.